# Pawns & Kings
Pawns & Kings (englisch für Bauern und Könige) ist das siebte Studioalbum der US-amerikanischen Rockband Alter Bridge. Das Album erschien am 14. Oktober 2022 über Napalm Records.

## Entstehung
Im August 2021 bestätigte der Gitarrist Mark Tremonti gegenüber dem Magazin Sonic Perspectives, dass er mit der Arbeit an einem neuen Album für Alter Bridge begonnen habe. Nach seinen Planungen wollte er im Januar 2022 sich mit dem Sänger Myles Kennedy zusammensetzen, um die Ideen gemeinsam auszuarbeiten. In einem Zeitraum von acht Monaten kamen so laut Mark Tremonti tonnenweise Demos zusammen, aus denen er mit Kennedy dann 16 Lieder machte. Beim Arrangieren fielen dann zwei weitere Lieder durch das Raster. Im April 2022 ging die Band dann mit dem Produzenten Michael „Elvis“ Baskette in das Studio Barbarosa in Orlando. Baskette hatte zuvor bis auf das Debütalbum One Day Remains sämtliche Alben von Alter Bridge produziert.
Darüber hinaus mischte Baskette auch Pawns & Kings ab, während Brad Blackwood das Mastering übernahm. Das Lied Stay wurde von Mark Tremonti eingesungen. Insgesamt nahm die Band mit Baskette zwölf Lieder auf, von denen zehn für das Album verwendet wurden. Schlagzeuger Scott Phillips schloss nicht aus, dass die nicht verwendeten Titel zu einem späteren Zeitpunkt separat veröffentlicht werden. Insgesamt dauerten die Aufnahmen zwei Monate, was Mark Tremonti als „schnell“ für die Band beschrieb.

## Promotion

### Veröffentlichung
Am 18. Juli 2022 kündigte die Band ihr neues Album an und veröffentlichte das Titellied inklusive dem Musikvideo, das Albumcover und die Titelliste. Die zweite Single Silver Tongue folgte am 2. August 2022 mitsamt einem animierten Musikvideo, bei dem Ollie Jones Regie führte. Als dritte Single erschien am 8. September 2022 das Lied Sin After Sin mitsamt einem Lyric-Video. Pawns & Kings ist das bislang kürzeste Album der Bandgeschichte, enthält aber mit dem 8:22 Minuten langen Titel Fable of the Silent Son das bislang längste Lied von Alter Bridge. Laut Schlagzeuger Scott Phillips hat jedes Bandmitglied im Vorfeld seine eigene Reihenfolge der Lieder aufgestellt. Jede begann mit This Is War und Dead Among the Living, während Silver Tongue entweder als drittes oder viertes Lied geführt wurde.

### Tour
Um das Album zu promoten, gingen Alter Bridge auf die Pawns & Kings Tour. Der erste Abschnitt der Tournee führte im Herbst 2022 durch Europa. Als Vorgruppen traten die US-amerikanischen Bands Halestorm und Mammoth WVH auf. Gegenüber dem deutschen Magazin Metal Hammer erklärte Myles Kennedy, dass er den europäischen Teil der Tournee „Kameradschafts-Tour“ getauft hätte, da die beteiligten Bands und Musiker „sich schätzen und sehr mögen“, und „weil sie sich schon ewig kennen“ würden. Der zweite Abschnitt führte im Frühjahr 2023 durch Nordamerika mit den Vorgruppen Mammoth WVH, Ded und Pistols at Dawn. Zusätzlich waren für den Mai 2023 weitere Konzerte mit Sevendust geplant.

## Titelliste
1. This Is War – 4:03
2. Dead Among the Living – 4:52
3. Silver Tongue – 4:18
4. Sin After Sin – 6:42
5. Stay – 4:37
6. Holiday – 3:58
7. Fable of the Silent Son – 8:22
8. Season of Promise – 4:51
9. Last Man Standing – 5:33
10. Pawns & Kings – 6:18

## Rezeption

### Rezensionen
Paddy Gallagher vom Onlinemagazin Metal Planet Music lobte die Band dafür, dass ihr „musikalisches Können und ihre Songwritingtalent in einer anderen Liga wäre“. Das Album wäre „intensiv, hart, aggressiv“ und bietet „denkwürdige Gitarrenriffs im Überfluss“. Wenn dieses Album „nicht in den deinen Top 10 von 2022 wäre, sollte man seine Ohren säubern und nochmal hinhören“. Tim Finch vom Onlinemagazin The Razor’s Edge schrieb, dass dieses Album für diejenigen, die bislang keine Fans von Alter Bridge waren, „wenig bieten würde, um die Meinung zu ändern“. Für alle anderen wäre Pawns & Kings „ein Anwärter auf das Album des Jahres“.
Jannik Kleemann vom Onlinemagazin Metal.de schrieb, dass die „längeren Epen“ das wären, „wo die Scheibe am Interessantesten wird“ und nannte Fable of the Silent Son als Beispiel. Da „nicht jedes der zehn Stücke einen abholt“, vergab Kleemann sieben von zehn Punkten. David Hune vom SLAM alternative music magazine lobte vor allem die stilistische und kompositorische Vielfalt des Albums, das er als das „beste seit III oder zumindest seit Fortress“ bezeichnet.

### Chartplatzierungen
| ChartsChartplatzierungen       | Höchstplatzierung | Wochen |
| ------------------------------ | ----------------- | ------ |
| Deutschland (GfK)              | 7 (2 Wo.)         | 2      |
| Österreich (Ö3)                | 5 (3 Wo.)         | 3      |
| Schweiz (IFPI)                 | 2 (4 Wo.)         | 4      |
| Vereinigtes Königreich (OCC)   | 6 (1 Wo.)         | 1      |
| Vereinigte Staaten (Billboard) | 35 (1 Wo.)        | 1      |

### Bestenlisten
| Publikation  | Liste                                     | Werk          | Platz    |
| ------------ | ----------------------------------------- | ------------- | -------- |
| Guitar World | The 10 best guitar riffs of 2022          | Silver Tongue | 1        |
| laut.de      | Die Metal-Alben des Jahres                | Pawns & Kings | 7        |
| Loudwire     | The 50 Best Rock + Metal Albums of 2022 1 | Pawns & Kings | J [ 18 ] |
| Loudwire     | The 50 Best Rock + Metal Songs of 2022 1  | Pawns & Kings | J [ 19 ] |